# 圣裔宗祠
圣裔宗祠，位于中国广东省广州市白云区萝岗镇暹岗村，为广州市的一个市、县级文物保护单位，类型为古建筑，公布时间为2002年7月。
圣裔宗祠的历史年代为清代。